# Hrvatska liga u odbojci na pijesku za žene 2015.
Hrvatska liga u odbojci na pijesku za žene za 2015. godinu, odnosno za sezonu 2014./15. 
 
Igrana je u ljeto 2015. godine na nekoliko turnira. 
 
Igrane su: 
- 1. liga – 8 klubova; prvak "Zagreb"

## Prva liga
Sudionici
- KOP Čakovec – Čakovec
- KOP Feniks – Zagreb
- KOP Jarun – Zagreb
- KOP Mladost – Zagreb
- KOP Retfala – Osijek
- KOP Vrapče – Zagreb
- KOP Zagreb – Zagreb
- KOP Žal – Banjole, Medulin

Ljestvica
| mj | klub    | ut | pob | ner | por | set+ | set- | poen+ | poen- | bod |
| -- | ------- | -- | --- | --- | --- | ---- | ---- | ----- | ----- | --- |
| 1. | Zagreb  | 14 | 11  | 1   | 2   | 46   | 12   | 1134  | 735   | 23  |
| 2. | Vrapče  | 14 | 8   | 5   | 1   | 42   | 14   | 1088  | 711   | 21  |
| 3. | Žal     | 14 | 9   | 3   | 2   | 43   | 16   | 1130  | 649   | 21  |
| 4. | Jarun   | 14 | 8   | 4   | 2   | 42   | 17   | 1120  | 739   | 20  |
| 5. | Čakovec | 14 | 3   | 3   | 8   | 20   | 40   | 882   | 1044  | 9   |
| 6. | Retfala | 14 | 2   | 3   | 9   | 16   | 43   | 692   | 1033  | 7   |
| 7. | Mladost | 14 | 3   | 1   | 10  | 15   | 44   | 682   | 1135  | 7   |
| 8. | Feniks  | 14 | 1   | 2   | 11  | 10   | 48   | 479   | 1104  | 4   |

 Izvori: 

 sport-danas.com, konačni poredak 

 kop-cakovec.hr, drugi turnir, konačna ljestvica 

Turniri
- 1. turnir: Zagreb, tereniKOP "Jarun", 4. – 5. srpnja 2015[3]
- 2. (završni) turnir: Zagreb, tereniKOP "Jarun", 22. – 23. kolovoza 2015.[2]

## Vanjske poveznice
- hos-cvf.hr, Odbojka na pijesku
- sport-danas.com, Odbojka na pijesku
- kop-cakovec.hr  Arhivirana inačica izvorne stranice od 10. studenoga 2024. (Wayback Machine)